# Füllenberg (Gemeinde Heiligenkreuz)
Füllenberg ist eine Ortschaft in der Gemeinde Heiligenkreuz im Bezirk Baden in Niederösterreich. Die Ortschaft hat 39 Einwohner (Stand 1. Jänner 2024).

## Geografie
Die Rotte liegt im Wienerwald südlich des Großen Buchkogels (509 m ü. A.) und ist über eine Nebenstraße erreichbar. Zur Ortschaft gehört auch die Meierei Füllenberg im Osten. Am 1. April 2020 umfasste die Ortschaft 13 Adressen.

## Geschichte
Im Jahr 1822 wurde der Ort als Dorf mit sechs Häusern genannt, das nach Heiligenkreuz eingepfarrt war, wohin auch die Kinder eingeschult wurden. Die Herrschaft Stift Heiligenkreuz besaß die Ortsobrigkeit, besorgte die Konskription und hatte die Grundherrschaft inne. Die Landgerichtsbarkeit wurde von der Herrschaft Rauhenstein ausgeübt. Laut Adressbuch von Österreich waren im Jahr 1938 in Füllenberg ein Gastwirt, zwei Holzhändler und einige Landwirte mit Direktvertrieb ansässig.